# Przebóstwienie

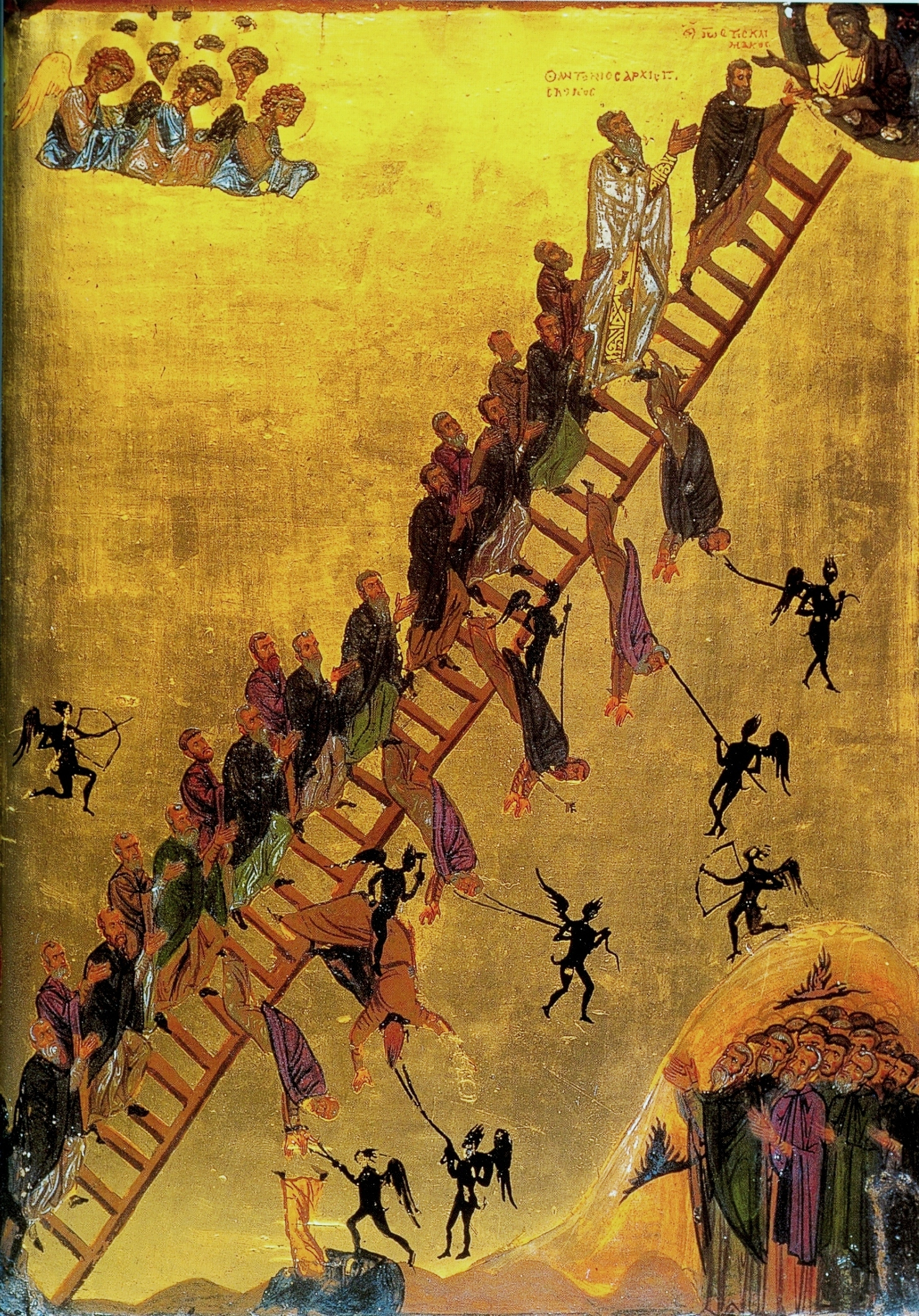

Przebóstwienie (gr. theosis (θέωσης), theopoiesis) − pojęcie występujące zwłaszcza w prawosławnej teologii apofatycznej; określa dobrowolne dopuszczenie człowieka przez Boga do współudziału w Jego życiu i boskiej naturze drogą pewnego uczestnictwa przez podobieństwo. 
Uczestnikiem przebóstwienia jest mistyk, należy jednak podkreślić, że wedle tradycji prawosławnej mistykiem powinien być każdy chrześcijanin, a nie tylko wybitne jednostki, zaś przebóstwienie stanowi dzięki Chrystusowi przeznaczenie i cel ludzkiej egzystencji. 

## W Nowym Testamencie
Biblijne podstawy teologii przebóstwienia zawierają się w perykopie Drugiego Listu św. Piotra, mówiące o tym, aby stać się "uczestnikami Boskiej natury" [2 P 1, 4]:

Tak samo Boska Jego wszechmoc udzieliła nam tego wszystkiego, co się odnosi do życia i pobożności, przez poznanie Tego, który powołał nas swoją chwałą i doskonałością. Przez nie zostały nam udzielone drogocenne i największe obietnice, abyście się przez nie stali uczestnikami Boskiej natury*, gdy już wyrwaliście się z zepsucia [wywołanego] żądzą na świecie.

Znaczącym źródłem jest również modlitwa eucharystyczna w części epiklezy, gdzie znajduje się prośba o przebóstwienie ludzkiej natury skierowana do Boga Ojca.

Nie tylko za nimi proszę, ale i za tymi, którzy dzięki ich słowu będą wierzyć we Mnie; aby wszyscy stanowili jedno, jak Ty, Ojcze, we Mnie, a Ja w Tobie, aby i oni stanowili w Nas jedno, aby świat uwierzył, żeś Ty Mnie posłał. I także chwałę*, którą Mi dałeś, przekazałem im, aby stanowili jedno, tak jak My jedno stanowimy. Ja w nich, a Ty we Mnie! Oby się tak zespolili w jedno, aby świat poznał, żeś Ty Mnie posłał i żeś Ty ich umiłował tak, jak Mnie umiłowałeś. Ojcze, chcę, aby także ci, których Mi dałeś, byli ze Mną tam, gdzie Ja jestem, aby widzieli chwałę moją, którą Mi dałeś, bo umiłowałeś Mnie przed założeniem świata. [J 17, 20-24]

## Istota przebóstwienia
Centralnym punktem teologii przebóstwienia jest osoba Jezusa Chrystusa, łącząca w sobie naturę Boską i doskonałe człowieczeństwo. Mówiąc o theosis Kościół prawosławny od zawsze walczył z gnostycyzmem, głosząc iż przebóstwienie nie stanowi tajemnej wiedzy o Bogu, ale jest powołaniem każdego człowieka do zjednoczenia z Nim. Jedna z formuł brzmi bowiem: „Bóg stał się człowiekiem, aby ludzie mogli stać się bogami”. Inna znowu formuła mówi: „Bóg stworzył człowieka samą swoją wolą, jednak nie może go zbawić bez współudziału woli ludzkiej”, co oznacza że osiągnięcie przebóstwienia jest możliwe wyłącznie przy miłosnym dialogu woli Bożej i woli ludzkiej. Przebóstwienie należy przy tym do tzw. teologii apofatycznej (negatywnej), ponieważ jego osiągnięcie ściśle związane jest ze stopniowym wyzbywaniem się ludzkich pojęć oraz przyjęciem całkowitej niewiedzy odnośnie do natury Bożej. Tylko wówczas, jak mówi Pieśń nad Pieśniami, Bóg zdolny jest złączyć się z człowiekiem, będąc Umiłowanym bliskim i kochanym, a jednocześnie nieosiągalnym.
Ojcowie Kościoła walczyli z arianizmem, który odrzucał dogmat o Świętej Trójcy, głosząc iż bez jedności i współistotności wszystkich trzech Osób Boskich przebóstwienie człowieka nie tylko nie byłoby możliwe, ale również pozbawione sensu na poziomie teologicznym. W obronie przebóstwienia prawosławie potępiało również takie ruchy jak nestorianizm, który wyraźnie oddzielał w osobie Jezusa Chrystusa naturę Boską i ludzką, podczas gdy prawosławie zawsze mocno podkreślało stopienie się tych dwóch natur w Jezusie, nadto wskazując, iż dla chrześcijanina na drodze do świętości powinien być zarówno duch, jak i ciało. Słowo przyjęło bowiem pełnię natury ludzkiej, co oznacza, że cała nasza natura jest przeznaczona do uczestnictwa w jedności z Bogiem.